# Збігнєв Гейгер
Збігнєв Гейгер (пол. Zbigniew Geiger; нар. 13 вересня 1939, Тлумач (нині Івано-Франківської області) — польський актор театру та кіно і телебачення.

## Життєпис
У 1964 році Збігнєв Гейгер закінчив акторський факультет Кіношколи в Лодзі (тепер Вища Державна школа кінематографії, телебачення і театру імені Леона Шіллера).
В 1964—1976 роках він виступав на сцені театру «Powszechny», у 1978 році — театру Ziemi Łódzkiej, а з 1980 року — актор театру імені Тувіма в Лодзі.

## Творчість

### Фільмографія
- 1963 — Йокмок / Yokmok — член банди
- 1965 — Потім настане тиша / Potem nastąpi cisza
- 1966 — Чотири танкісти і пес — в епізоді — німецький полонений
- 1971 — Вікторина або пан з Бове? / Wiktoryna czyli czy Pan pochodzi z Beauvais? — солдат
- 1972 — На краю прірви / Na krawędzi — офіцер у цивільному
- 1973 — Чорні хмари / Czarne chmury (телесеріал) — депутат Семиградський
- 1973 — Слідство / Śledztwo (телесеріал) — сержант поліції
- 1975 — Директора / Dyrektorzy (телесеріал)
- 1978 — Родина Поланецьких / Rodzina Połanieckich
- 1978 — Смерть президента / Śmierć prezydenta — секретар Солтик
- 1978 — До останньої краплі крові / Do krwi ostatniej …
- 1978 — Весілля не буде / Wesela nie bedzie
- 1981 — Ва-банк — Ставіський, секретар Крамера
- 1981 — Державний переворот / Zamach stanu — офіцер
- 1984 — Ва-банк 2 — Ставіський, секретар Крамера
- 1999 — Остання місія / Ostatnia misja — ватажок паризькій мафії Фаріна.